# Embergeria
Embergeria là một chi thực vật có hoa trong họ Cúc (Asteraceae).

## Loài
Chi Embergeria gồm các loài: